# Милош, Чеслав

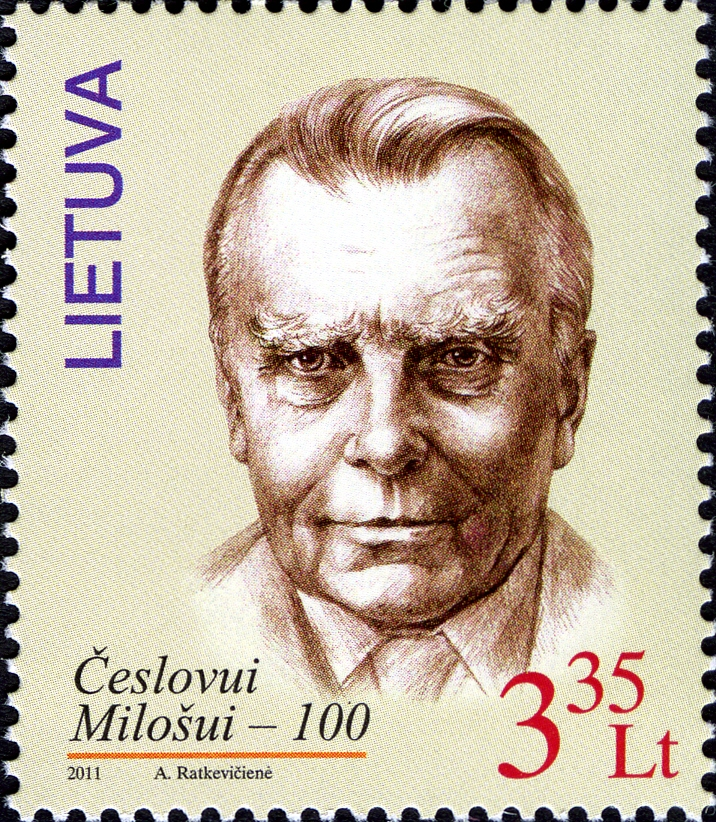
100 лет со дня рождения Чеслава Милоша, Почта Литвы, 2011

Че́слав Ми́лош (пол. Czesław Miłosz [ˈt͡ʂɛswaf ˈmiwɔʂ]; 30 июня 1911, Шетеняй, Ковенская губерния, Российская империя — 14 августа 2004, Краков, Польша) — польский поэт, переводчик, эссеист. Лауреат Нобелевской премии по литературе 1980 года, праведник мира.

## Ранние годы

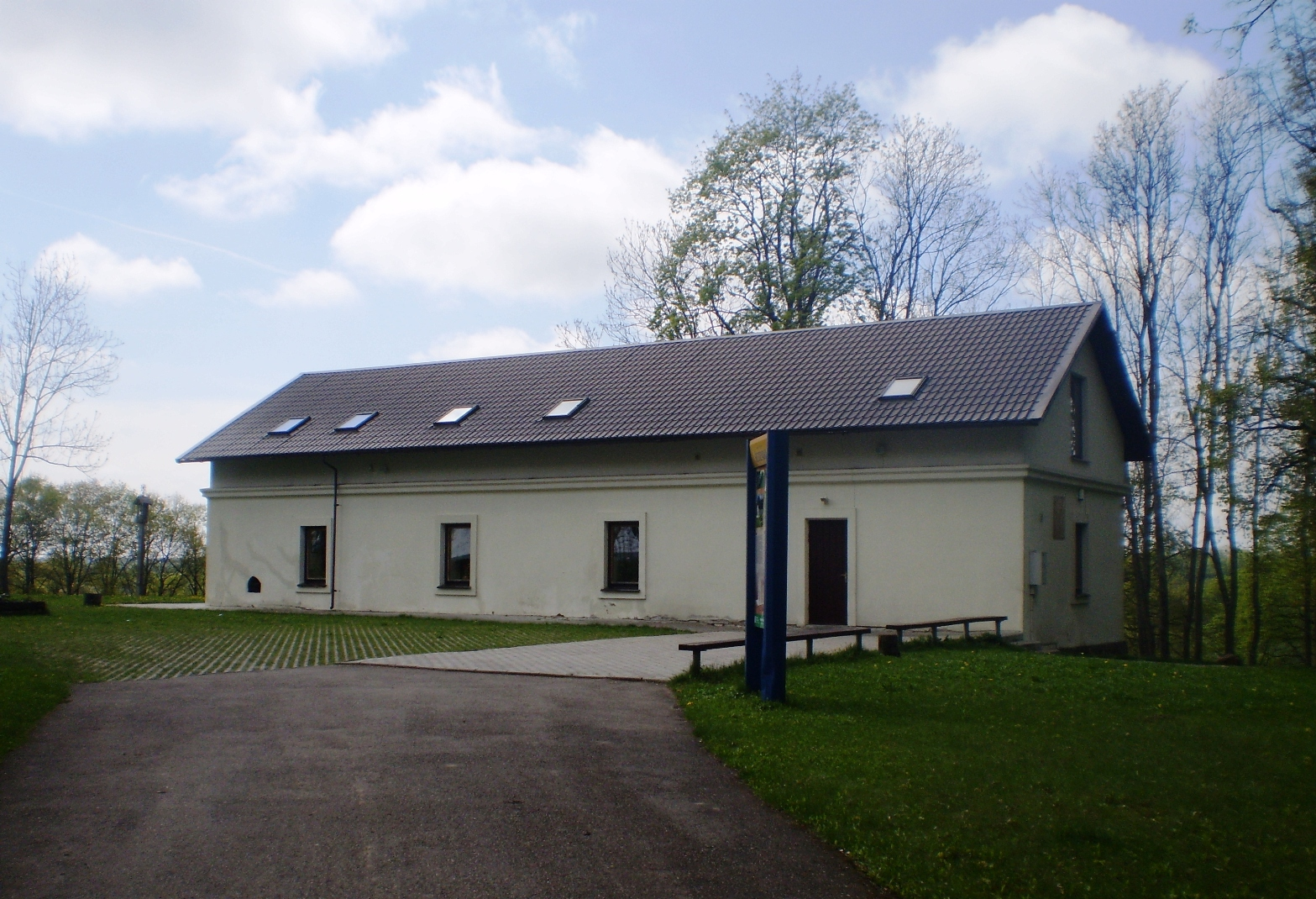
Дом-музей Чеслава Милоша в Шетенях

Родился в деревне Шетени Ковенской губернии в дворянской семье. Окончил гимназию имени Сигизмунда Августа в Вильне (1921—1929). Учился в Университете Стефана Батория сначала на гуманитарном отделении, потом на отделении права и социальных наук. В печати дебютировал стихотворениями в студенческом журнале «Alma Mater Vilnensis» в 1930 году. Один из основателей поэтической группы «Жагары» (пол. Żagary). В 1934 году Союз польских писателей в Вильне наградил его премией имени филоматов за поэтический дебют.
Несколько раз встречался в Париже со своим дальним родственником Оскаром Милошем, французским поэтом. С 1935 года работал на радио в Вильне, через год был уволен за левые воззрения. В 1937 году после поездки в Италию переехал в Варшаву, где начал работать на радио.

## Вторая мировая война
В сентябре 1939 года с группой работников радио отправился на фронт. Во время вступления Красной армии на польскую территорию находился во Львове, бежал в Румынию. В Бухаресте смог достать документы, позволившие ему проехать через советскую территорию в Литву. Жил в Вильнюсе. Во время аннексии Литвы к СССР нелегально перешёл границу с целью добраться до оккупированной нацистами Варшавы, где жила его будущая жена Янина. Участвовал в подпольной литературной жизни, посещал лекции. Его книга «Стихи» под псевдонимом «Jan Syruć» в 1940 году была опубликована подпольным издательством польского сопротивления. Вместе со своим братом Анджеем активно участвовал в спасении польских евреев. Однако в подготовке вооруженного Варшавского восстания 1944 года Милош не участвовал, отнёсся к нему и его руководителям критически. Во время подавления Восстания гитлеровцами Милош был арестован. После освобождения вместе с женой Яниной поселился в деревне недалеко от Кракова. Там они жили до конца Второй мировой войны.

## Народная Польша
Стал одним из редакторов ежемесячного литературного журнала «Twórczość». В 1945—1951 годах служил в министерстве иностранных дел Польской Народной Республики в качестве атташе по культуре в Нью-Йорке и Париже. В конце 1950 года вернулся в Польшу. Очень негативно воспринимал изменения, происходившие в послевоенные годы в Польше, где укреплялся сталинизм.
В 1947 году в Вашингтоне родился его сын Энтони (Антон). Второй сын Ян Петер родился в США в 1951 году, когда Чеслав Милош находился в официальной командировке в Париже. Он не смог получить визу в охваченные маккартизмом США. Он отказался возвращаться в Польшу и получил во Франции политическое убежище.

## Эмиграция

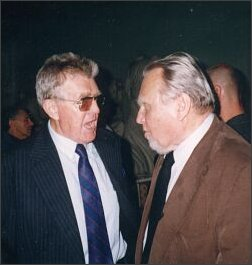
Чеслав Милош (справа) со своим младшим братом Анджеем. 1999 год

В Париже жил до 1960 года, сотрудничая с журналом Ежи Гедройца «Kultura». В 1960 году по приглашению двух американских университетов выехал в США и стал профессором отделения славянских языков и литератур в Калифорнийском университете в Беркли. В 1976 году получил стипендию Гуггенхайма. В 1980 году был удостоен Нобелевской премии по литературе. В 1982 году он принял участие в программе «Чтобы Польша была Польшей», чтобы выразить поддержку «Солидарности».
Награждён двумя Национальной медалью США в области искусств (1983 и 1989 годы)
Израильским национальным мемориальным центром Яд ва-Шем Чеслав Милош был причислен к праведникам мира за помощь евреям во время Холокоста. Его брат Анджей Милош (1917—2002) во время Второй мировой войны жил в Вильнюсе и помогал евреям оттуда уезжать в Варшаву. Для одной из таких семейных пар, которая бежала в Варшаву, Чеслав Милош нашёл убежище в Варшаве. Кроме того, Милош, написав ставшее широко известным стихотворение «Campo di Fiori», одним из первых среди деятелей польской культуры отреагировал на восстание в Варшавском гетто в 1943 году.
В 1993 году окончательно вернулся в Польшу. Был награждён рядом литературных премий, в 1994 году получил орден Белого орла.
В независимой Литве стал почётным членом Союза писателей, почётным гражданином города Кедайняй.
13 февраля 1995 года получил литовский орден Великого князя Литовского Гядиминаса (степень «Гранд-офицер»).
12 февраля 2003 года награждён памятным знаком за личный вклад в развитие трансатлантических отношений Литвы и по случаю приглашения Литовской Республики в НАТО.
Умер 14 августа 2004 года и был похоронен 27 августа в Крипте заслуженных в церкви святого Станислава в Кракове.
В 2011 году посмертно удостоен международной премии «Балтийская звезда» в номинации «Память».

### На английском языке
- Собрание стихов 1931—1987 (The Collected Poems, 1988)
- Начиная с моих улиц (Beginning With My Streets, сборник эссе, 1992)
- Лицом к реке (Facing the River: New Poems, сборник стихов, 1995)

### Издания на русском языке
- Порабощенный разум. М.; СПб.: Летний сад, 2011
- Родная Европа. М.: Летний сад, 2011
- Долина Иссы / Перевод Н. Кузнецова. СПб., Издательство Ивана Лимбаха, 2012 (переиздание в 2019 г.).
- Азбука / Перевод Н. Кузнецова. СПб., Издательство Ивана Лимбаха, 2014.
- Легенды современности: Оккупационные эссе / Перевод А. Ройтмана. СПб., Издательство Ивана Лимбаха, 2016.
- Земля Ульро / Перевод Н. Кузнецова. СПб., Издательство Ивана Лимбаха, 2018.
- Хроники / Перевод Н. Кузнецова. СПб., Издательство Ивана Лимбаха, 2020 (готовится к изданию).

## Переводчики произведений Чеслава Милоша
- Виталий Асовский
- Иосиф Бродский
- Владимир Британишский
- Руслан Винниченко
- Анатолий Гелескул
- Наталья Горбаневская
- Анатолий Ройтман
- Ксения Старосельская
- Борис Дубин
- Сергей Злючий
- Татьяна Скарынкина
- Никита Кузнецов
- Валерий Шамов
- Владимир Ерёменко